# 宇宙的结构
《宇宙的结构——空间、时间以及真实性的意义》（The Fabric of the Cosmos: Space, Time, and the Texture of Reality，2004）是哥伦比亚大学弦理论、宇宙学和天体粒子物理研究中心（Institute for Strings, Cosmology, and Astroparticle Physics，简称ISCAP）的教授兼副主任布莱恩·格林撰写的第二本关于理论物理学、宇宙学和弦理论的书。湖南科学技术出版社出版了其简体中文版，并归入其《第一推动丛书》。

## 介绍
格林首先提出了一个关键问题：“什么是现实？”或者更具体地说，“什么是时空？”他着手描述他发现的令人兴奋的特征，这些特征对于形成由现代科学所描绘现实的全貌是必不可少的。在几乎每一章中，格林都介绍了基本概念，然后慢慢地达到高潮，这通常是科学上的突破。然后，格林尝试与读者进行沟通，通过简单的类比来帮助解释科学概念的含义，而又不过分简化其背后的理论。 
格林在序中承认，本书的某些部分在科学家中仍具有争论。他在正文中介绍了主要观点，并在尾注中给出了争论点。正文中作了简化的要点，会在尾注中包含更完整的说明。

## 摘要

### 第一部分：实在性之舞台（Reality's Arena）
第1章，通往实在性之路（Roads to Reality），介绍了该书后面将要出现的内容，例如围绕经典物理学、量子力学和宇宙物理学所进行的讨论。
第2章，宇宙与桶（The Universe and the Bucket），则以空间为重点。格林提出的问题是：“空间是人类的抽象，还是物理实体？”关键的思想实验是一个旋转的水桶，旨在让人们思考一下，在水桶旋转时，是什么产生了受力的感觉。后面详细讨论了艾萨克·牛顿、恩斯特·马赫和戈特弗里德·莱布尼茨关于这一思想实验的想法。
第3章，相对与绝对（Relativity and the Absolute），聚焦于时空。现在的问题变成了：“时空是爱因斯坦的抽象还是物理实体？”该章讨论了狭义相对论和广义相对论的概念，以及它们对时空意义的重要性。
第4章，纠缠着的空间（Entangling Space），格林探讨了量子力学时代的革命，着眼于在量子定律所规范的宇宙中，对物体进行分离和区分的含义。该章研究量子力学，所涉及的概念包括：几率波和干涉图案、粒子自旋、光子双缝实验，以及海森堡不确定性原理。读者还将了解到，阿尔伯特·爱因斯坦、鲍里斯·波多尔斯基和纳森·罗森对量子力学所提出的挑战。

### 第二部分：时间和经验（Time and Experience）
第5章，冰封之河（The Frozen River），处理的问题是：“时间在流动么？”本章的重点之一是狭义相对论。彼此相对移动的观察者对于在给定时刻所存在的事物有不同的概念，因此他们对现实的概念也不同。结论是时间并不流动，因为所有事物同时存在。
第6章，偶然和箭头（Chance and the Arrow），问道：“时间有箭头吗？”读者发现，不管时间向前进，还是向后退，物理定律都能成立。这种定律被称为时间反演对称。该章的主要话题之一是熵。作者给出了各种类比来说明，熵是如何工作的，及其明显的悖论。该章的高潮是熵和引力之间的相互关系，以及宇宙的开始必须是最小熵的状态。
第5章和第6章，仅由前现代物理学来解释时间。第7章，时间与量子（Time and the Quantum），深入介绍了量子领域中时间的本质。概率在该章中扮演了主要角色，因为它是量子力学中不可避免的一部分。作者回顾了双缝实验，以揭示过去的情况。该章还介绍了许多其它实验，例如延迟选择的量子擦除实验。还有一些其它主要问题引起了读者的注意，例如量子力学和体验，以及量子力学和测量问题。最后，该章讨论了量子退相干这一重要主题，及其与宏观世界的相关性。

### 第三部分：时空与宇宙学（Spacetime and Cosmology）
第三部分论述了宇宙的宏观领域。 
第8章，雪花与时空（Of Snowflakes and Spacetime），告诉读者，宇宙的历史实际上是对称的历史。对称及其对宇宙演化的重要性是该章所关注的重点。同样，广义相对论被认为是时空的延伸结构。宇宙学、对称性和空间形状，被以新的方式组合在一起。
第9章，蒸发真空（Vaporizing the Vacuum），介绍了希格斯玻色子的理论思想。该章重点讨论了大爆炸之后一秒，关键的第一部分。人们认为宇宙中对称性的数量是这时突然变化的，该过程被称为对称性破缺。该章还介绍了大统一理论，并重新审视了熵。
第10章，解构大爆炸（Deconstructing the Bang），以宇宙暴胀为重点。广义相对论和暗能量（斥力）的发现，以及宇宙学常数，都被考虑在内。由标准的大爆炸理论引起的某些问题得到了解决，膨胀宇宙学也给出了新的答案。这些问题包括视界问题和平坦性问题。作者还讨论了整个宇宙的物质分布，包括暗物质和暗能量的概念。
第11章，缀满钻石的天空中的量子（Quanta in the Sky with Diamonds），继续讨论膨胀的话题，并且再次讨论了时间箭头。该章介绍了三项主要的发展：星系等结构的形成，产生我们现在所看到的宇宙需要多少能量，以及时间箭头的起源。

### 第四部分：起源与统一（Origins and Unification）
第四部分探讨了物理学的新理论方面，特别是在作者的领域。
第12章，弦上的世界（The World on a String），根据弦理论向读者介绍了空间的结构。作者引入了一些新概念，包括普朗克长度和普朗克时间，并重新审视了《宇宙的琴弦》中的思想。读者将了解到，弦理论怎样填补了广义相对论与量子力学之间的空白。
第13章，膜上的宇宙（The Universe on a Brane），扩展了第12章中的思想，特别是M理论，弦理论是该理论的一个分支。该章致力于讨论空间和时间，介绍了包括爱德华·威滕和保罗·狄拉克在内的许多物理学家的见解。该章的重点是引力及其涉及的额外维度。在该章末尾，有一个简短的部分专门介绍了循环模型。

### 第五部分：真实与想象（Reality and Imagination）
第五部分涉及许多理论概念，包括空间和时间旅行。
第14章，上天入地（Up in the Heavens and Down on the Earth），是关于时空的各种实验。前面章节中的理论被再次提起，例如希格斯理论、超对称和弦理论。该章描述了一些未来计划的实验，以尝试验证所讨论的许多理论概念，包括暗物质和暗能量的组成，希格斯玻色子的存在，以及额外空间维度的验证。
第15章，超距传输器与时间机器（Teleporters and Time Machines），是关于使用奇妙的方法穿越时空的。当读者遇到瞬时传送时，再次接触了量子力学。时间旅行会造成困惑，例如，通过时间旅行回到过去的想法产生了可能性。该章的结尾聚焦在虫洞及其背后的理论。
第16章，幻象的未来（The Future of an Allusion），重点在于黑洞及其与熵的关系。该章的主要思想是，时空可能不是宇宙结构的基本组成。

## 评价
《宇宙的结构》在2005年成为亚马逊客户中最受欢迎的科学书籍，并曾登上纽约时报畅销书榜——自2004年2月10日出版以来，它曾10次进入非小说榜前15名，在4月4日达到其最高排名第3位，后于5月9日退出榜单。它首次印刷了125,000册，并成为每月之书俱乐部的主要选择，克诺夫对它期望甚高。截至2020年1月，该书的评论者平均评分为4.6星（满分5星），在560位评论者中，有400位给了它5星。

## 改编
Nova根据《宇宙的结构》这本书制作了一部同名纪录片，作为由《宇宙的琴弦》改编的广受欢迎的纪录片的续集。该系列由格林主持，还包括了众多其他著名物理学家的评论，例如马克斯·泰格马克等。
该纪录片系列组成了Nova电视系列片的4集（第39季第5-8集）：
1. 宇宙的结构：什么是空间？（What is Space?）
2. 宇宙的结构：时间的幻觉（The Illusion of Time）
3. 宇宙的结构：量子跃迁（Quantum Leap）
4. 宇宙的结构：宇宙是唯一的吗？（Universe or Multiverse?）[7]

## 出版数据
- [宇宙的结构：空间、时间以及真实性的意义]. 兰登书屋克诺夫出版社部门. 2004. ISBN 0-375-41288-3 （英语）.
- . 第一推动丛书物理系列. 湖南科学技术出版社. 2012. ISBN 9787535771391.
- . 第一推动丛书物理系列 25周年纪念版. 湖南科学技术出版社. 2018. ISBN 9787535795137.